# كريستال (نيفادا)
كريستال (بالإنجليزية: Crystal)‏ هو مجتمع غير مصنف في مقاطعة كلارك في ولاية نيفادا في الولايات المتحدة الأمريكية.